# Johannes Peter Müller
Johannes Peter Müller (14. července 1801, Koblenz – 28. dubna 1858, Berlín) byl německý biolog a lékař, zakladatel srovnávací anatomie. Byl profesorem anatomie a fyziologie na univerzitách v Bonnu (1830) a Berlíně (1833). Jeho učebnice Handbuch der Physiologie des Menschen (Učebnice fyziologie člověka) patřila k nejvlivnějším dílům své doby. Za pomoci mikroskopických pozorování studoval krevní oběh, procesy látkové přeměny, trávení, dýchání, vyměšování, exokrinní žlázy a systém kapilár. Vyložil též nauku o reflexech.
Ottův slovník naučný o něm referoval takto: "Veškery obory biologické ovládal stejně dokonale a jakkoliv byl s počátku oddán filosofii přírodní, stal se vlivem Rudolphiovým badatelem exaktním, jenž snažil se vyzkoumati zákony života jenom na základě přísně fysikálním. Zvláštnějších zásluh dobyl si o prozkoumání vývoje rodidel, o poznání podrobného složení žlaz, vodivosti nervů, pohybů reflexních, vnímání smyslového, tvoření hlasu a j. v. Všech spisů jeho je přes půltřetího sta."